# Allonville
Allonville település Franciaországban, Somme megyében. Lakosainak száma 777 fő (2022. január 1.). Allonville Saint-Gratien, Amiens, Camon, Cardonnette, Poulainville, Querrieu és Rivery községekkel határos.

## Népesség
A település népességének változása:
| Lakosok száma | 745  | 742  | 759  | 738  | 750  | 762  | 774  | 775  | 777  |
|               | 2013 | 2015 | 2016 | 2017 | 2018 | 2019 | 2020 | 2021 | 2022 |